# Elżbieta Król
Elżbieta Król (ur. 18 czerwca 1971 w Lublinie) – polska biolog, dr hab. nauk biologicznych, adiunkt Instytutu Biologii Wydziału Biologii i Nauk o Ziemi oraz Instytutu Biologii i Biochemii Wydziału Biologii i Biotechnologii Uniwersytetu Marii Curie-Skłodowskiej.

## Życiorys
Urodziła się 18 czerwca 1971, natomiast w 1996 ukończyła studia biotechnologiczne na Wydziale Biologii i Nauk o Ziemi Uniwersytetu Marii Curie-Skłodowskiej w Lublinie. W 2004 uzyskała doktorat za pracę dotyczącą badań mechanizmu jonowego zmian potencjału membranowego komórek roślinnych wywołanych bodźcami świetlnymi i termicznymi, a 23 września 2015 uzyskała habilitację na podstawie rozprawy zatytułowanej Zmiany potencjału transmembranowego jako pierwsza odpowiedź komórki na zmiany w środowisku zewnętrznym.
Pracowała na stanowisku adiunkta Instytutu Biologii Wydziału Biologii i Nauk o Ziemi oraz Instytutu Biologii i Biochemii Wydziału Biologii i Biotechnologii Uniwersytetu Marii Curie-Skłodowskiej.

## Wybrane publikacje
- 2000: Ways of Ion Channel Gating in Plant Cells[2]
- 2006: Effects of ion channel inhibitors on cold- and electrically-induced action potentials in Dionaea muscipula[2]
- 2008: Light- and dark-induced action potentials in Physcomitrella patens[2]
- 2008: Slow vacuolar channels in vacuoles from winter and spring varieties of rape (Brassica napus)[2]
- 2014: Characteristics of quercetin interactions with liposomal and vacuolar membranes[2]